# Deutsche Wolke
Die Deutsche Wolke ist ein Projekt der Arbeitsgruppe Cloud Computing der Open Source Business Alliance mit Sitz in Stuttgart. Erstmals vorgestellt wurde das Projekt Deutsche Wolke auf der CeBit 2011. Gründungsmitglieder der Initiative sind die Firmen Boston Deutschland GmbH, Datera, Tarent GmbH, die SEP AG sowie der Systemintegrator Datenwerk.

## Ziele
Das primäre Ziel der Initiative ist der Aufbau eines solution stack für eine verteilte Cloud-Infrastruktur auf Open-Source-Basis in Deutschland. Durch die Nutzung von quelloffenen Software-Komponenten sollen Lock-in-Effekte vermieden werden. Der Betrieb findet ausschließlich in deutschen Rechenzentren statt. Auf diese Weise werden datenschutzrechtliche Probleme, wie sie sich bei US Cloud-Anbietern (unter anderem wegen des Patriot Acts) ergeben können, vermieden.
Die Deutsche Wolke betrachtet sich als eine Implementierung des Konzeptes einer Open Cloud nach der Definition der Open Cloud Principles (OCP) der Open Cloud Initiative (OCI). Die OCPs fordern die Nutzung von offenen Standards, für die mindestens eine quelloffene Referenzimplementierung vorliegen muss.

## Technologien
Die technische Grundlage der Deutschen Wolke bildet der Open Source Referenz Stack der Open Source Business Alliance.
Folgende Komponenten kommen auf der Infrastrukturebene (IaaS) zum Einsatz:
- OpenStack
- Ubuntu-Linux
- SUSE Linux / SUSE Studio
- KVM als Hypervisor
- Univention Corporate Server (UCS)

Auf der Applikationsebene (SaaS) werden zunächst folgende Anwendungen angeboten:
- Deskmate Desktop as a Service
- Zarafa Groupware
- Helium V ERP Suite
- Grau Data Space Fileshare & Sync Lösung

## Vermarktung
Die Vermarktung des Cloud-Angebotes erfolgt über die Hosting-Partner der Working Group. Der Kunde schließt daher den Nutzungsvertrag nicht mit dem Software-Hersteller, sondern direkt mit dem Hosting-Partner ab. Die Hosting-Partner können sich in Lokation, Leistung und Preis differenzieren. Die Hosting-Partner der Working Group sind aktuell:
- COMback GmbH
- Datenwerk
- teuto.net
- bytemine GmbH
- globalways
- tocario GmbH